# Schloss Ostrogski
Der Ostrogski-Palast in Warschau (poln. Zamek Ostrogskich) wurde nach Entwurf des Architekten Tylman van Gameren in der zweiten Hälfte des 17. Jahrhunderts errichtet und befindet sich in der Tamka-Straße 41 im Stadtteil Powiśle. Er liegt gegenüber dem Chopinzentrum Warschau oberhalb des Mutterhauses der barmherzigen Schwestern.
Das Gebäude wurde über einem quadratischen Bastion errichtet, der aus der zur Weichsel geneigten steilen Böschung hervorragt und eine Terrasse bildet. Der Bastion wurde vom Fürsten Janusz Ostrogski errichtet und der polnischen Abzweigung der Familie Dönhoff abgetreten, die es 1681 an den Kronvizekanzler Jan Gniński verkaufte. Jan Gniński beantragte den Architekten Tylman van Gameren mit dem Bau eines Palastes. Der Palast wechselte mehrmals die Besitzer, wurde umgebaut und aufgestockt, diente als Kaserne, Lazarett, Waiseninstitut. 1858 wurde im Palast das Warschauer Konservatorium eingerichtet. Während des Zweiten Weltkrieges wurde der Palast zerstört und 1949–1954 wiederaufgebaut. Die Aufstockung aus dem 19. Jahrhundert wurde entfernt und der Palast nach dem ursprünglichen Projekt errichtet. 
Das Gebäude beherbergt das Chopin-Museum. Die Sammlungsobjekte entstammen zum Teil dem Nachlass Chopins aus seiner letzten Wohnung an der Place Vendome No. 12 in Paris. Seine Klavierschülerin Jane Stirling hatte ihn in Paris nach Chopins Tod von seiner Schwester erworben. Stirling hatte den Nachlass zehn Jahre lang in Schottland in einem Chopin gewidmeten Raum verwahrt und hinterließ ihn dann – sie verstarb unverheiratet – der Mutter Chopins in Polen. 1863 wurde ein Teil der Sammlung wiederum Opfer eines russischen Angriffs auf Warschau.
Anlässlich des Chopin-Jubiläumsjahres 2010 wurde der Palast gründlich renoviert, die bisher vernachlässigten Räume im Bastion unter der Terrasse als Konzertsaal eingerichtet. 
Mit dem Bastion ist die Legende von der Goldenen Ente verbunden. Im Teich, der sich unter dem Bastion befand, schwamm eine verzauberte Prinzessin in der Gestalt einer goldenen Ente. Ein tapferer Schusterlehrling hat sie entzaubert und bekam dafür hundert Dukaten. Der geschwätzige Junge hat das Geheimnis verraten – und das Geld ist plötzlich verschwunden.